# Чемпионат мира по летнему биатлону 2001
6-й чемпионат мира по летнему биатлону прошёл в польской Ямброзова (Душники-Здруй) в 2001 году. Было разыграно по 3 комплекта наград в кроссовых гонках у мужчин и женщин — в спринте, гонке преследования и эстафете.

## Результаты гонок чемпионата
| Гонка                                           | Мужчины | Женщины |
| Спринт Мужчины: 6 км Женщины: 4 км              | 1. Дмитрий Боровик 2. Алексей Ковязин 3. Мацей Войцеховский | 1. Наталья Соколова 2. Евгения Михайлова 3. Ольга Назарова |
| Гонка преследования Мужчины: 8 км Женщины: 6 км | 1. Илмарс Брицис 2. Дмитрий Боровик 3. Иван Пестерев | 1. Евгения Михайлова 2. Наталья Соколова 3. Ольга Назарова |
| Эстафета Мужчины: 4х6 км Женщины: 4х4 км        | 1. Латвия (Олег Малюхин, Илмарс Брицис, Екабс Накумс, Гундарс Упениекс) 2. Белоруссия (Алексей Айдаров, Рустам Валиуллин, Александр Устинов, Иван Пестерев) 3. Россия (Алексей Ковязин, Дмитрий Никифоров, Иван Богданов, Алексей Щепарев) | 1. Россия (Раиса Матвеева, Евгения Михайлова, Наталья Соколова, Оксана Неупокоева) 2. Белоруссия (Ирина Тананайко, Ксения Зикункова, Людмила Лысенко, Ольга Назарова) 3. Украина (Татьяна Литовченко, Елена Демиденко, Людмила Сагайдак, Елена Зубрилова) |

## Медальный зачёт
| Место | Страна   |   |   |   | Всего |
| ----- | -------- | - | - | - | ----- |
| 1     | Россия   | 3 | 3 | 1 | 7     |
| 2     | Латвия   | 2 | 0 | 0 | 2     |
| 3     | Эстония  | 1 | 1 | 0 | 2     |
| 4     | Беларусь | 0 | 2 | 3 | 5     |
| 5=    | Польша   | 0 | 0 | 1 | 1     |
| 5=    | Украина  | 0 | 0 | 1 | 1     |
|       | Всего    | 6 | 6 | 6 | 18    |